# 带广大谷短期大学
带广大谷短期大学（日语：／ Obihiro Ohtani Tankidaigaku *），简称OOJC，是一所位于日本北海道河东郡音更町的私立短期大学。

## 概要

### 简介
- 源流成立于1923年[2]。短期大学为于1960年开办[3]、由学校法人带广大谷学园经营、来源于亲鸾的净土真宗[4]。为男女同校[5]从1999年[3]。「真实」・「协调」・「敬爱」为学园训[4]。

### 历史
- 1960年 带广大谷短期大学成立并同时设置一个学科即日语科[3]。
- 1961年 日语科改名为日文科[3]。
- 1962年 生活科学科成立[3]。
- 1966年 社会福利科成立[3]。
- 1988年 校园迁址从带广市至河东郡音更町[3]。
- 1989年 社会福利科分离为两个专攻、以下列举[3]。 
  - 社会福利专攻（改编为儿童福利专攻[注 1]于2013年）
  - 护理福利专攻
- 1996年 日文科改名为日语日本文学科[3]。
- 1999年 开始招収男学生[3]。
- 2005年 日语日本文学科改编为总合文化学科[3]。

### 宪章
- 请参看带广大谷短期大学的标志 （页面存档备份，存于） （日語） 2014年2月21日阅览。

## 学校环境
- 校区：在北海道河东郡音更町

## 历任校长
- 西尾京雄：第一代短期大学校长[3][6]。
- 中川皓三郎：现在短期大学校长[4]

## 组织

### 学科
- 总合文化学科
- 生活科学科
- 社会福利学科
  - 儿童福利专攻
  - 护理福利专攻

### 专科
| - 没有 |

### 业余课程
| - 没有 |

### 附属机关
| - 图书馆 |

## 相关链接
- 日本短期大学列表
- 札幌大谷大学短期大学部
- 函馆大谷短期大学